# Bengt Andersson
Bengt Evert Andersson (ur. 11 sierpnia 1966 w Kungsbace) – szwedzki piłkarz występujący na pozycji bramkarza.
Jest jednym z najstarszych piłkarzy w lidze szwedzkiej.
W wieku 21 lat zadebiutował w najwyższej klasie rozgrywkowej. W 2007 wygrał ligę z IFK Göteborg.